# Saccharina latissima
A Saccharina latissima a barnamoszatok (Phaeophyceae) Laminariales rendje Laminariaceae családjába tartozó faj. A japán konyhában kombu néven ismert fajok egyike. Az Atlanti-óceán északi részén, a Jeges-tengeren és a Csendes-óceán északi részén található.

## Leírás
A Saccharina latissima sárgásbarna színű, hosszú, keskeny, osztatlan levélszárral, amely akár 5 méter hosszúra és 20 centiméter szélesre is megnőhet. A középső sáv gödrös, míg a szélei simábbak, hullámos széllel, ez a lemezek körüli nagyobb vízmozgást okozza, elősegítve a gázcserét. A levélszárat körülbelül 5 mm átmérőjű vaskos rizoidok rögzítik a kőzethez az árapály- és szublitorális zónákban egy karomszerű kapaszkodóval és egy rövid, hajlékony, hengeres szárral.